# بطولة التاج العالمية للفرق الثنائية

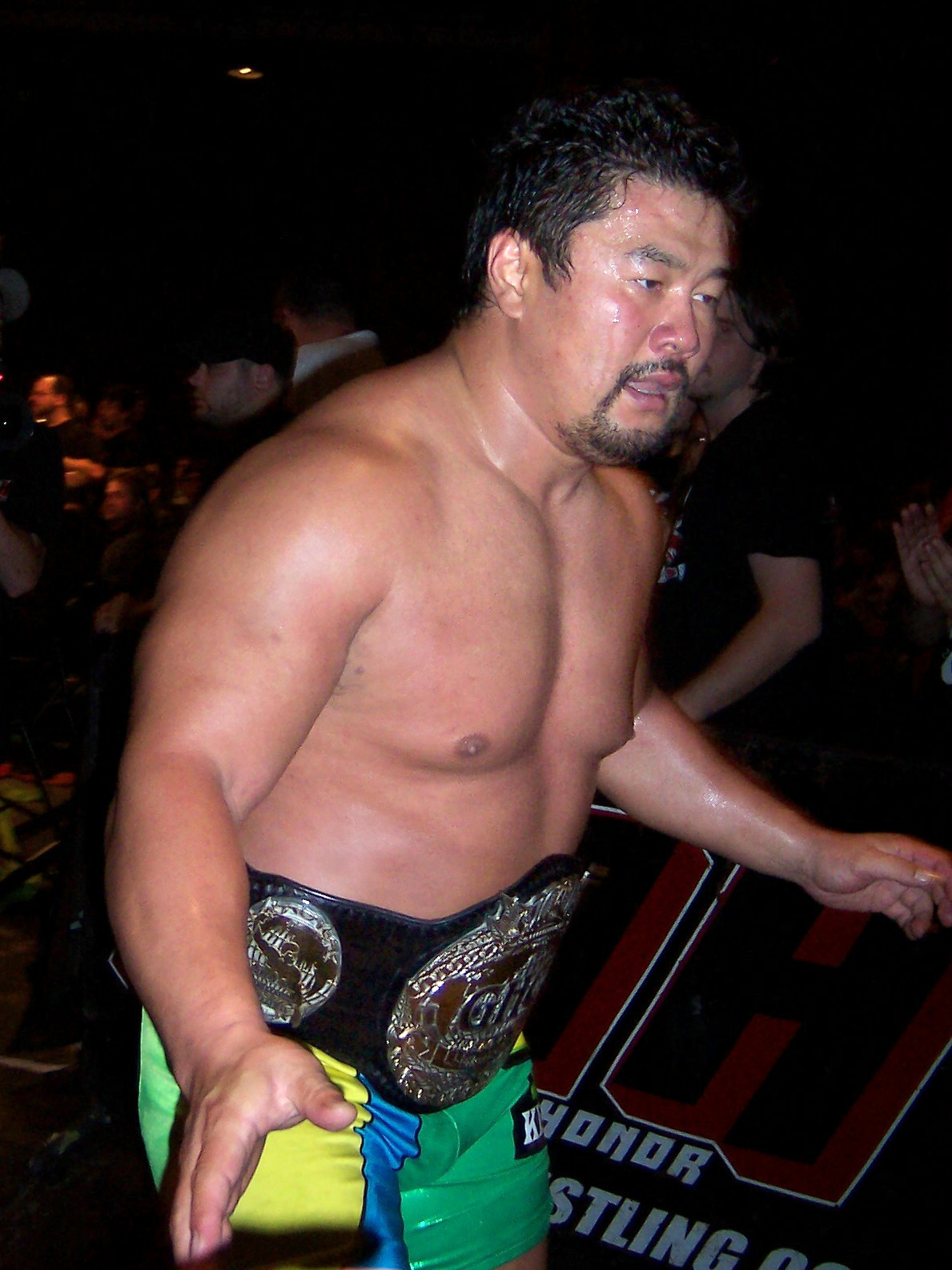
كينسوكي ساساكي بعد دفاعه عن بطولة GHC للوزن الثقيل ضد كلاوديو كاستانيولي في سبتمبر 2008

بطولة التاج العالمية للفرق الثنائية (بالإنجليزية: Global Honored Crown (GHC) Tag Team Championship)‏ هو لقب فريق ثنائي في المصارعة المحترفة في المنظمة اليابانية برو ريسلينغ نوا.